# Red Hat
Red Hat és una de les companyies de programari més conegudes d'entre les que venen distribucions basades en nucli Linux i també és el nom d'una distribució GNU/Linux.
Red Hat és famós a tot el món pels seus esforços destinats a promoure el programari lliure. No només treballen en el desenvolupament de les distribucions més populars de GNU/Linux, sinó també en la comercialització de diferents productes i serveis pasats en programari lliure. Així mateix, tenen una gran infraestructura amb més de 8000 empleats a 28 llocs del món.
Desenvolupadors de Red Hat han desenvolupat múltiples paquets de programari lliure, els quals han beneficiat tota la comunitat. Algunes d'aquestes contribucions ha estat la creació d'un sistema d'empaquetament de programari (RPM i diverses utilitats d'administració i configuració d'equips, com sndconfig o mouseconfig).
Algunes de les distribucions basades en RedHat són Mandriva i Yellow Dog Linux.

## Història
Red Hat Software Inc. va ser fundada el 1994 per i Marc Ewing. L'agost de 1999 Red Hat va sortir a borsa i les seves accions van tenir el vuitè guany del primer dia més gran de tota la història de Wall Street. Quatre anys més tard, el valor de les accions de Red Hat és entorn d'una centèsima part del màxim valor que arribarà a aconseguir abans de la crisi dels puntcom. Tot i així, els seus inicis exitosos en el mercat dels valors van servir perquè Red Hat fos portada a diaris i revistes no directament relacionats amb temes informàtics. En tot cas, sembla que Red Hat ha aconseguit superar els problemes d'altres companyies del món del negoci entorn del programari lliure i va anunciar números negres per primera vegada l'últim quart de l'any 2002.
Un altre dels fets històrics més importants de Red Hat va ser l'adquisició el novembre de 1999 de Cygnus Solutions, una empresa creada una dècada abans i que havia demostrat que mitjançant programari lliure es podia fer negoci.
El setembre de 2003, Red Hat va decidir concentrar els seus esforços de desenvolupament a la versió corporativa de la seva distribució i va delegar la versió comú a Fedora Core, un projecte lliure independent de Red Hat.
El 29 d'octubre de 2018 Red Hat va ser adquirida per IBM per un import de 34 mil milions de dolars, pagant 190$ per acció, el que va representar un augment de més del 60% respecte al darrer curs estimat de l'acció, que era de 116,67$.